# Perle (Q184)
| «Перле»                                                                          | «Перле» | «Перле» |
| -------------------------------------------------------------------------------- | --- | --- |
| Perle (Q184)                                                                     | | |
|                                                                                  | | |
| Схематичне зображення французького підводного мінного загороджувача типу «Сафір» | | |
| Верф                                                                             | Arsenal de Toulon, Тулон                                                                                      | Arsenal de Toulon, Тулон                                                                                      |
| Під прапором                                                                     | Франція | Франція |
| Належність                                                                       | Військово-морські сили Франції · ВМС Вільної Франції                                                          | Військово-морські сили Франції · ВМС Вільної Франції                                                          |
| Порт приписки                                                                    | Тулон | Тулон |
| Замовлення                                                                       | 1 березня 1931                                                                                                | 1 березня 1931                                                                                                |
| Закладений                                                                       | 21 липня 1931                                                                                                 | 21 липня 1931                                                                                                 |
| Спуск на воду                                                                    | 30 липня 1935                                                                                                 | 30 липня 1935                                                                                                 |
| Введений до складу флоту                                                         | 1 березня 1937                                                                                                | 1 березня 1937                                                                                                |
| Виведений зі складу флоту                                                        | 8 липня 1944                                                                                                  | 8 липня 1944                                                                                                  |
| На службі                                                                        | 1937–1944 | 1937–1944 |
| Загибель                                                                         | 8 липня 1944 року затоплений унаслідок помилки у Північній Атлантиці британським торпедоносцем «Сордфіш»      | 8 липня 1944 року затоплений унаслідок помилки у Північній Атлантиці британським торпедоносцем «Сордфіш»      |
| Сучасний статус                                                                  | затоплений | затоплений |
| Бойовий досвід                                                                   | Друга світова війна Битва за Атлантику Битва на Середземному морі * Операція «Смолоскип» * Операція «Везувій» | Друга світова війна Битва за Атлантику Битва на Середземному морі * Операція «Смолоскип» * Операція «Везувій» |
| Проєкт                                                                           | | |
| Тип ПЧ                                                                           | підводний мінний загороджувач                                                                                 | підводний мінний загороджувач                                                                                 |
| Основні характеристики                                                           | | |
| Швидкість (надводна)                                                             | 12 вузлів (22 км/год)                                                                                         | 12 вузлів (22 км/год)                                                                                         |
| Швидкість (підводна)                                                             | 9 вузлів (17 км/год)                                                                                          | 9 вузлів (17 км/год)                                                                                          |
| Робоча глибина занурення                                                         | 80 м | 80 м |
| Дальність плавання                                                               | 7 000 миль (12 964 км) на швидкості 7,5 вузлів (надводна) 80 миль (150 км) на швидкості 4 вузли (підводна)    | 7 000 миль (12 964 км) на швидкості 7,5 вузлів (надводна) 80 миль (150 км) на швидкості 4 вузли (підводна)    |
| Екіпаж                                                                           | 42 офіцери та матроси                                                                                         | 42 офіцери та матроси                                                                                         |
| Розміри                                                                          | | |
| Довжина найбільша (по КВЛ)                                                       | 65,9 м | 65,9 м |
| Ширина корпусу найб.                                                             | 7,1 м | 7,1 м |
| Висота                                                                           | 3,9 м | 3,9 м |
| Середня осадка (по КВЛ)                                                          | 4,2 м | 4,2 м |
| Водотоннажність надводна                                                         | 773 тонни | 773 тонни |
| Силова установка                                                                 | | |
| Дизель-електрична: 2 дизельні двигуни Vickers-Normand 2 електродвигуни           | | |
| Гвинти                                                                           | 2 | 2 |
| Потужність                                                                       | 2 × 650 к.с. (дизелі) 2 × 550 к.с. (електродвигуни)                                                           | 2 × 650 к.с. (дизелі) 2 × 550 к.с. (електродвигуни)                                                           |
| Озброєння                                                                        | | |
| Артилерія                                                                        | 1 × 75-мм гармата зразка 1897 року                                                                            | 1 × 75-мм гармата зразка 1897 року                                                                            |
| Торпедно- мінне озброєння                                                        | 3 × 550-мм торпедних апарати 2 × 400-мм торпедних апарати 32 морські міни                                     | 3 × 550-мм торпедних апарати 2 × 400-мм торпедних апарати 32 морські міни                                     |
| ППО                                                                              | 1 × 13,2-мм великокаліберний кулемет M1929 2 × 8-мм кулемети Hotchkiss M1914                                  | 1 × 13,2-мм великокаліберний кулемет M1929 2 × 8-мм кулемети Hotchkiss M1914                                  |

«Перле» (фр. Perlé (Q184) — військовий корабель, підводний мінний загороджувач типу «Сафір» військово-морських сил Франції часів Другої світової війни.
Підводний човен «Перле» був закладений 21 липня 1931 року на верфі компанії Arsenal de Toulon у Тулоні. 30 липня 1935 року він був спущений на воду, а 1 березня 1937 року увійшов до складу ВМС Франції.

## Історія служби
Підводний човен «Перле» проходив службу в лавах французького флоту. На початок Другої світової війни перебував у складі 21-ї ескадри 1-ї підводної флотилії Середземноморського флоту в Тулоні (разом з однотипним ПЧ «Діаман»).
У червні 1940 року, з початком німецького вторгнення до Франції, «Перле» перебував у складі 21-ї ескадри в Тулоні. Після вступу Італії у війну корабель вирушив до італійського узбережжя для постановки мінних полів. 13 червня він встановив 32 морські міни поблизу Бастії. 22 червня, в день капітуляції Франції нацистській Німеччині (перемир'я 22 червня 1940 р.), підводний човен знаходився в Єрі. У листопаді 1940 р. «Перле» знаходився під контролем уряду Віші у складі 5-ї групи підводних човнів у Тулоні (разом із підводними човнами «Галаті», «Сірен», «Наяде», «Аталанте» та «Діаман»), але не експлуатувався.
Після висадки союзників у Північній Африці «Перле» приєднався до флоту союзників, став частиною французького Вільного флоту і був передислокований до Дакару. Після участі в декількох операціях «Перле» відплив до Сполучених Штатів для переоснащення.
У вересні та жовтні 1943 року «Перле» разом з іншими французькими кораблями брав участь у визволенні Корсики від німецьких окупантів. 16 і 17 вересня підводний човен висадив 30 французьких командос поблизу Аяччо і доставив сім тон військових матеріалів в Алжир.
8 липня 1944 року після ремонту на верфях Philadelphia Naval Shipyard у Філадельфії здійснював перехід Північною Атлантикою до Данді. Був помилково прийнятий за німецький U-Boot та атакований британським торпедоносцем «Сордфіш». Унаслідок торпедної атаки французький човен затонув, за винятком одного врятованого, загинув 41 член екіпажу «Перле».